# Onchidoris hystricina
Onchidoris hystricina är en snäckart som först beskrevs av Bergh 1878.  Onchidoris hystricina ingår i släktet Onchidoris och familjen Onchidorididae. Inga underarter finns listade i Catalogue of Life.